# 간사이 국제공항
간사이 국제공항(일본어: 関西国際空港, 영어: Kansai International Airport, IATA: KIX, ICAO: RJBB)은 일본 오사카부 오사카만에 조성된 인공섬에 위치한 일본의 국제공항이자 제1종 공항으로 이 공항은 오사카시, 고베시, 교토시 등 긴키 지방 일대의 국제 관문 역할을 담당하며 일본 국내선은 인근에 위치한 오사카 이타미 공항이나 고베 공항을 중심으로 운항된다.

## 역사

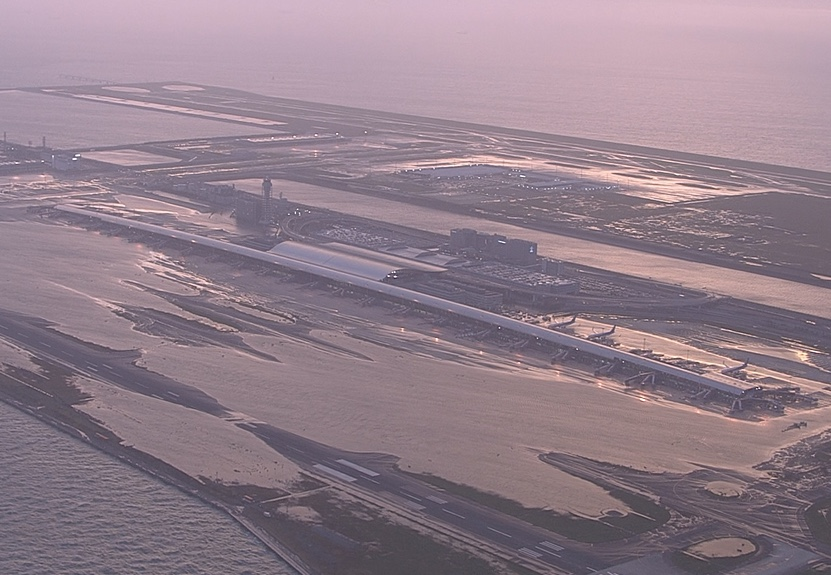
2018년 태풍 제비로 침수한 간사이 공항

긴키 지방의 공항 건설 계획은 "고베시 앞바다에 공항을 건설한다"는 1969년 5월 일본 국토교통성(당시 운수성)의 '간사이 신공항 구상'에서 구체적으로 시작되었으며 1960년대에는 더글러스 DC-8이나 보잉 707과 같은 소음이 큰 대형 제트 여객기의 취항이 잇따랐고 1964년에 실시된 해외 여행 자유화 등으로 항공 수요가 폭증하였으나 오사카 이타미 공항은 이타미, 도요나카 등 인구 밀집 지역 인근에 있었기에 확장이 불가능했고 주변 주민들의 소음에 대한 민원 때문에 운영 시간의 제약이 심했다.
오사카 이타미 공항의 소음 재판과 공해 반대 여론에 고베시 의회는 1972년에 고베 해안 공항 건설 반대 결의를 가결한 뒤 이듬해인 1973년 고베시장 선거에서는 공항 반대를 표명한 시장이 재선되었으나 1970년대 말부터 환경 문제보다 공항의 경제성이 부각되면서 1982년에는 고베시의회가 건설 반대 결의를 스스로 폐기하고 고베시장이 운수성에 직접 '고베 바다 공항 시안'을 제출했지만 국토교통성은 이를 거부했다.
이후 1987년 간사이 국제공항 사업이 착공한 후에도 고베시는 계속해서 고베 공항 건설을 별도로 주장하며 1990년대에 정부 재정 사업으로 관철시켰는데 이는 일본의 대표적인 과잉 중복 사업이자 정치적 의사결정 시스템의 부실을 보여주는 사례로 지적되고 있다.
간사이 공항은 1987년 해안으로부터 5km 떨어진 바다에 인공섬을 건설하는 방식으로 착공했는데 해안으로부터 3km만 떨어지면 충분하다는 대안이 있었지만 훨씬 적은 비용이 드는 대안은 소음에 관한 논란의 우려 때문에 건설 비용과 지반 침하가 적다는 이점에도 불구하고 채택되지 않았다. 
인공섬의 바다벽은 1989년에 완공되었는데 바위와 4만 8천여 개의 8각 콘크리트 블록으로 만들어졌고 바다벽 건설에만 10억 달러의 비용이 들었으며 바다벽 안쪽은 3개의 산에서 2천1백만 톤을 파내어 바다 밑바닥 위로 30m 높이의 토양을 채워 넣은 뒤 1990년에 4km 길이의 다리가 완성되어 인공섬하고 육지의 린쿠 타운을 이어주었다.
이 인공섬은 사용된 자재의 무게로 인해 점차 가라앉아 아랫 쪽을 압축시킬 것이라 예견되었으나 현 시점에서 보면 이 인공섬은 8미터 가라앉았는데 이는 예상보다 더 가라앉은 것이며 이 공항의 건설계획은 현대사에서 가장 비싼 토목공사로서 수십 억 달러를 투자하였다.
그 후 1991년 터미널 건설이 착공되었는데 터미널의 길이는 1.6km로 공항이 완성되었을 당시 세계에서 가장 긴 건물이였고 섬이 가라앉는 것을 보상하기 위해 터미널을 지탱하는 기둥은 조정할 수 있게 설계되었으며 기둥 맨 밑에 두꺼운 금속판을 깔음으로써 조정하는 것이다. 
방바닥이 가라앉으면 책상다리 아래에 종이를 괴는 것과 꼭 같은 원리인데 섬은 불균등하게 침하하고 더 가라앉은 부위의 기둥 밑에 금속판을 더 놓으면 터미널은 수평을 유지하게 되며 1994년 9월 4일에 공항이 개항하였다.
그러다가 이듬해인 1995년 1월 한신·아와지 대진재가 발생했는데 진원지는 공항에서 약 20킬로미터 떨어진 아와지시마로 이곳에서만 무려 6,443명의 사망자가 발생했음에도 불구하고 다행히도 간사이 공항은 슬라이딩 조인트를 사용한 덕분에 손상된 곳이 한군데도 없었고 유리창조차 그대로였으며 1998년 태풍 제브 당시에도 피해는 전혀 발생하지 않으면서 2001년에 '세계 10개의 구조물'에 선정된 것 뿐만 아니라 미국 토목 공학자회가 주는 ‘토목공학 세기의 기념비’상까지 수상하는 기염을 토했다.
그리고 2018년 발생한 태풍 제비로 인해 9월 4일 활주로와 터미널 상당부분이 침수되고 강풍에 떠밀려온 유조선이 육지와 이어지는 연락교에 충돌해 공항 직원들과 여행객 3천여명이 고립되는 등 큰 피해를 입기도 했으나 해당 교량은 이듬해인 2019년 3월 7일 4차선으로 복구 완료한 뒤 같은 해 4월 8일 오전 6시에 6차선으로 완전 재개통되었다.

## 터미널

### 제 1 터미널

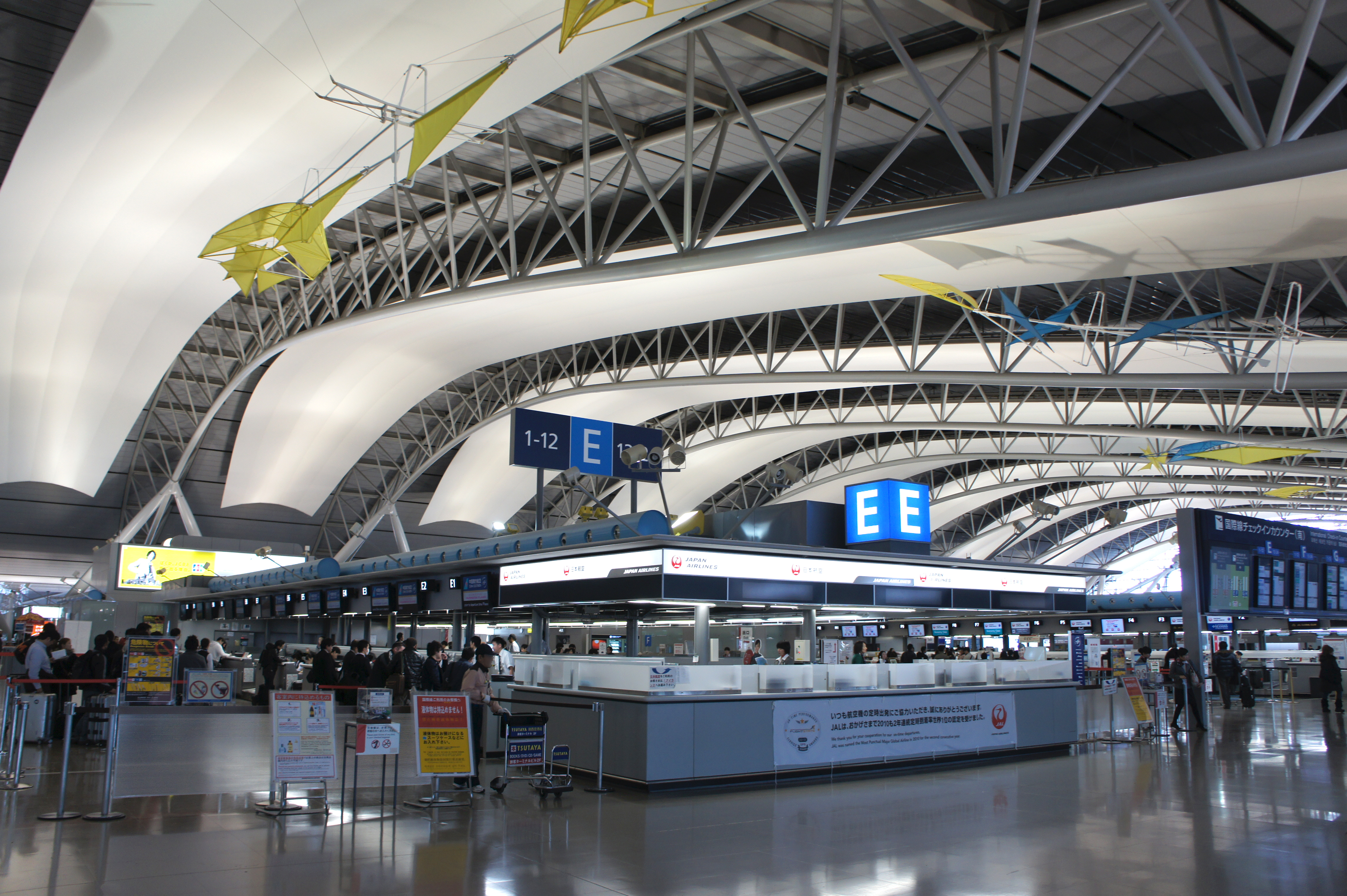
공항 제 1 터미널

간사이 국제공항의 제 1 터미널은 렌초 피아노 빌딩 워크샵이 설계한 4층짜리 건물로 연면적 296,043 평방미터, 2018년 기준 제 1 터미널의 길이는 총 1.7km로 세계에서 가장 긴 공항 터미널이며 터미널에는 윙 셔틀이라는 모노레일이 있기 때문에 각 게이트로 빠르게 이동이 가능하다.

### 제 2 터미널
간사이 국제공항의 터미널 2는 터미널 1보다 낮은 착륙료를 제공하여 더 많은 LCC를 유치하기 위해 설계된 저가 항공사(LCC) 터미널로 피치 항공, 춘추항공, 제주항공이 독점 점유하고 있으며 제트스타 항공, 제트스타 재팬, 세부 퍼시픽 항공과 같은 간사이 서비스를 제공하는 다른 LCC는 메인 터미널 1을 사용한다.
피치 항공은 운영비를 최소화하기 위해 터미널 2에 간이설계가 필요하다고 요청했는데 터미널은 단층 건물이므로 엘리베이터 비용을 절감할 수 있지만 항공기로 가는 통로는 에어컨이 없다. 
게다가 터미널에는 제트 브릿지도 없는데다가 국내선 탑승 게이트와 국제선 탑승 게이트가 하나씩 있으며 비가 올 경우 승객들은 항공기로 걸어가면서 사용할 우산을 빌려 받는다.
터미널 2는 터미널 1 혹은 간사이 공항역에 직접 연결되지 않으며 무료 셔틀버스는 두 터미널 사이를 운행하며 터미널 2와 철도 및 여객선 역 사이를 운행하며 터미널 2에 인접한 4헥타르 공원인 KIX 소라 공원을 통해 터미널 사이를 걸어갈 수도 있다.

## 운항 노선

### 국제선
| 항공사               | 목적지                                                                                         |
| -------------------- | ---------------------------------------------------------------------------------------------- |
| 일본항공             | 로스앤젤레스, 방콕(수완나품), 상하이(푸둥), 타이페이(타오위안), 호놀룰루                       |
| 전일본공수           | 다롄, 베이징(수도), 상하이(푸둥), 칭다오, 홍콩(첵랍콕)                                         |
| 제트스타 재팬        | 타이페이(타오위안), 홍콩(첵랍콕)                                                               |
| 피치 항공            | 가오슝, 방콕(수완나품), 상하이(푸둥), 서울(김포), 서울(인천), 타이페이(타오위안), 홍콩(첵랍콕) |
| 대한항공             | 서울(김포), 서울(인천)                                                                         |
| 아시아나항공         | 서울(김포), 서울(인천) 계절편: 사이판                                                          |
| 에어로케이           | 서울(인천), 청주                                                                               |
| 에어부산             | 부산, 서울(인천)                                                                               |
| 에어서울             | 서울(인천)                                                                                     |
| 이스타항공           | 서울(인천)                                                                                     |
| 제주항공             | 서울(김포), 서울(인천), 괌, 부산, 청주 계절편: 무안                                            |
| 진에어               | 서울(인천), 부산,무안                                                                          |
| 티웨이항공           | 서울(인천), 괌, 대구, 부산, 제주                                                               |
| 중국국제항공         | 베이징(수도), 상하이(푸둥), 톈진, 항저우                                                       |
| 중국남방항공         | 베이징(다싱), 광저우, 다롄, 상하이(푸둥), 선양, 하얼빈                                         |
| 중국동방항공         | 상하이(푸둥), 칭다오                                                                           |
| 룽에어               | 항저우                                                                                         |
| 베이징 캐피탈 항공   | 항저우                                                                                         |
| 산둥 항공            | 지난, 칭다오                                                                                   |
| 상하이 항공          | 상하이(푸둥)                                                                                   |
| 샤먼 항공            | 샤먼, 항저우                                                                                   |
| 선전 항공            | 우시                                                                                           |
| 쓰촨 항공            | 청두(톈푸)                                                                                     |
| 오케이 항공          | 린이, 창사, 항저우                                                                             |
| 웨스트 에어          | 정저우, 충칭                                                                                   |
| 준야오 항공          | 베이징(다싱), 난징, 상하이(푸둥), 우한, 원저우, 창사, 창저우, 칭다오, 하얼빈                   |
| 춘추항공             | 상하이(푸둥), 선양                                                                             |
| 톈진 항공            | 톈진                                                                                           |
| 하이난 항공          | 베이징(수도)                                                                                   |
| 허베이 항공          | 스좌장                                                                                         |
| 캐세이퍼시픽 항공    | 홍콩(첵랍콕), 타이페이(타오위안)                                                               |
| 그레이터 베이 항공   | 홍콩(첵랍콕)                                                                                   |
| 홍콩 항공            | 홍콩(첵랍콕)                                                                                   |
| 홍콩 익스프레스 항공 | 홍콩(첵랍콕)                                                                                   |
| 중화항공             | 타이페이(타오위안), 가오슝                                                                     |
| 에바 항공            | 타이페이(타오위안), 가오슝                                                                     |
| 스타룩스 항공        | 타이페이(타오위안)                                                                             |
| 타이거 항공 타이완   | 타이페이(타오위안), 가오슝                                                                     |
| MIAT 몽골 항공       | 울란바타르                                                                                     |
| 말레이시아 항공      | 쿠알라룸푸르                                                                                   |
| 바틱 에어 말레이시아 | 쿠알라룸푸르, 타이페이(타오위안)                                                               |
| 에어아시아 X         | 쿠알라룸푸르, 호놀룰루                                                                         |
| 베트남 항공          | 하노이, 다낭, 호치민                                                                           |
| 비엣젯 항공          | 하노이, 호치민                                                                                 |
| 싱가포르 항공        | 싱가포르                                                                                       |
| 스쿠트               | 싱가포르                                                                                       |
| 타이 항공            | 방콕(수완나품)                                                                                 |
| 타이 에어아시아 X    | 방콕(수완나품)                                                                                 |
| 타이 비엣젯 에어     | 방콕(수완나품)                                                                                 |
| 필리핀 항공          | 마닐라                                                                                         |
| 세부 퍼시픽 항공     | 마닐라                                                                                         |
| 에어아시아 필리핀    | 마닐라                                                                                         |
| 에미레이트 항공      | 두바이                                                                                         |
| 에티하드 항공        | 아부다비                                                                                       |
| 카타르 항공          | 도하                                                                                           |
| 이집트 항공          | 전세편: 카이로                                                                                 |
| 에어 프랑스          | 파리(샤를 드 골)                                                                               |
| 루프트한자           | 뮌헨                                                                                           |
| KLM                  | 암스테르담                                                                                     |
| 터키항공             | 이스탄불(아르나부코이)                                                                         |
| 아에로플로트         | 모스크바(세례메티예보)                                                                         |
| 핀에어               | 헬싱키                                                                                         |
| 유나이티드 항공      | 괌, 샌프란시스코                                                                               |
| 하와이안 항공        | 호놀룰루                                                                                       |
| 에어 캐나다          | 계절편: 밴쿠버                                                                                 |
| 제트스타 항공        | 브리즈번, 케언즈                                                                               |

### 국내선
| 항공사               | 목적지 |
| -------------------- | --- |
| 일본항공             | 도쿄(하네다), 삿포로(신치토세)                                                                                             |
| 일본 트랜스오션 항공 | 오키나와(나하), 이시가키                                                                                                   |
| 전일본공수           | 도쿄(하네다), 미야코, 삿포로, 오키나와(나하), 신이시가키                                                                   |
| ANA 윙스             | 도쿄(하네다), 삿포로, 오키나와 계절편: 미야코                                                                              |
| 스타플라이어         | 도쿄(하네다) |
| 제트스타 재팬        | 도쿄(나리타), 고치, 구마모토, 삿포로(신치토세), 시모지시마, 오키나와(나하), 후쿠오카                                       |
| 피치 항공            | 도쿄(나리타), 가고시마, 구시로, 나가사키, 니가타, 메만베츠, 미야자키, 삿포로, 센다이, 아마미, 오키나와, 이시가키, 후쿠오카 |

### 화물 노선
| 항공사             | 목적지 |
| ------------------ | --- |
| ANA 카고           | 도쿄(나리타), 다롄, 방콕(수완나품), 상하이(푸둥), 오키나와(나하)                                                                                           |
| 일본화물항공       | 도쿄(나리타), 방콕(수완나품), 서울(인천), 싱가포르, 홍콩(첵랍콕)                                                                                           |
| 대한항공 카고      | 서울(인천) |
| 아시아나항공 카고  | 서울(인천) |
| 중국국제항공 카고  | 베이징(수도), 상하이(푸둥) |
| 중국우편항공       | 상하이(푸둥) |
| 중국화물항공       | 상하이(푸둥) |
| 수파르나 항공 카고 | 상하이(푸둥) |
| 쓰촨 항공 카고     | 난통 |
| SF 항공            | 상하이(푸둥), 우한 |
| 캐세이퍼시픽 카고  | 홍콩(첵랍콕), 서울(인천) |
| 에어홍콩           | 홍콩(첵랍콕) |
| 중화항공 카고      | 타이페이(타오위안), 로스엔젤레스, 앵커리지 |
| 에바 항공 카고     | 타이페이(타오위안), 애틀랜타, 앵커리지 |
| 카타르 항공 카고   | 도하, 홍콩(첵랍콕) |
| 실크웨이 항공      | 바쿠, 서울(인천) |
| 루프트한자 카고    | 서울(인천), 크라스노야르스크, 프랑크푸르트 |
| 카고룩스 이탈리아  | 밀라노(말펜사), 홍콩(첵랍콕) |
| 페덱스 익스프레스  | 광저우, 도쿄(나리타), 멤피스, 베이징(수도), 상하이(푸둥), 싱가포르, 앵커리지, 오클랜드, 인디애나폴리스, 타이페이(타오위안), 파리(샤를 드 골), 홍콩(첵랍콕) |
| UPS 항공           | 도쿄(나리타), 상하이(푸둥), 선전, 앵커리지 |

## 교통

### 도로 교통
- 출발층 : 여객터미널 4층 (외부 도착버스는 3층으로 도착, 출발버스는 1층에서 출발)
- 도착층 : 여객터미널 1층
  - 버스승차장 : A,B,C,D,E,F,G,H번 출구 / 지방행 매표기에서 승차권 구입가능
    - 순환버스 : 오사카 이타미 공항
    - 오사카 시 내 : 오사카역 교바시역,(간쿠 쾌속) 긴테쓰 우에혼마치(신사이바시/OBP), 난바, 유니버설 스튜디오 재팬, 난코, 덴보잔(가이유칸)
    - 오사카 부 내 : 센보쿠 뉴타운/곤고, 기와치나가노, 이바라키, 게이한모라구치, 히라가타시
    - 효고 : 아마가사키, 니시노미야, 고베 산노미야/록코 아일랜드, 히메지
    - 나라 : 긴테쓰 가쿠엔마에/쿄타나베, 나라 시, 야마토야기
    - 교토 : 교토, 마츠이 산쪽/쿄타나베
    - 지방버스 : 와카야마, 오카야마

### 철도
- 간사이 공항역 - 제1여객 터미널 맞은편 건물에 있다. 입국장을 나와 좌우를 살펴보면 2층으로 연결된 에스컬레이터와 함께 "鐵道 Railways" 표지판을 따라, 2층으로 올라가 밖으로 이어진 육교를 걸어서 건너면 된다.
  - 서일본 여객철도-간사이 공항선:281계,283계 (특급 하루카), (223계,225계는 한와선)
  - 난카이 전기 철도-난카이 공항선: 50000계 (특급 라피토)

### 배
- 고베 공항에서 간사이 국제공항까지 고속선이 운항되고 있으며 한 때 스모토, 아와지시마, 도쿠시마(시코쿠)를 연결했으나 현재는 운항이 중단되었다.

## 사건
- 티웨이항공 282편 테일스트라이크 사고

## 같이 보기
- 오사카 이타미 공항

## 사진

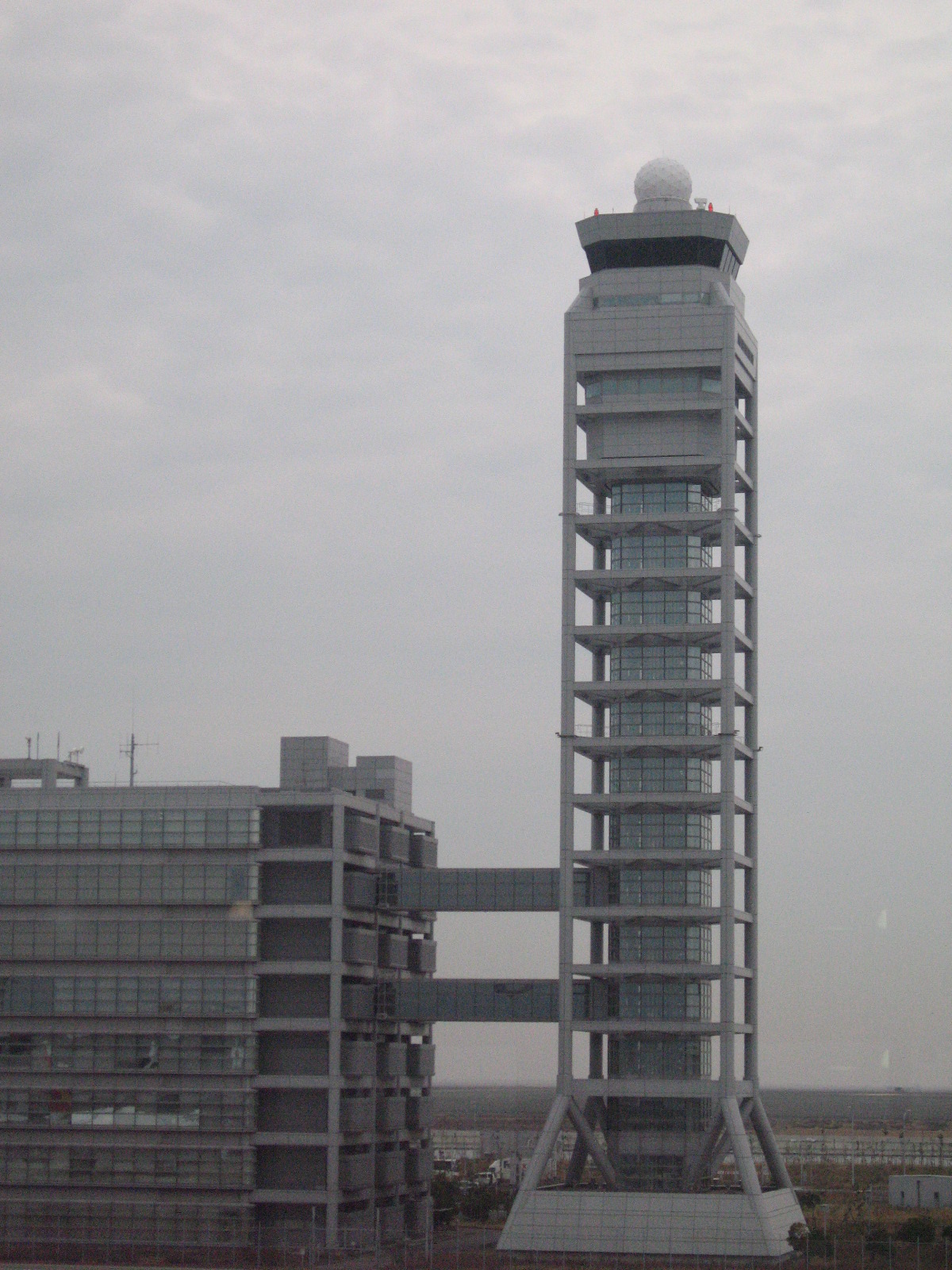
간사이 국제공항 관제탑
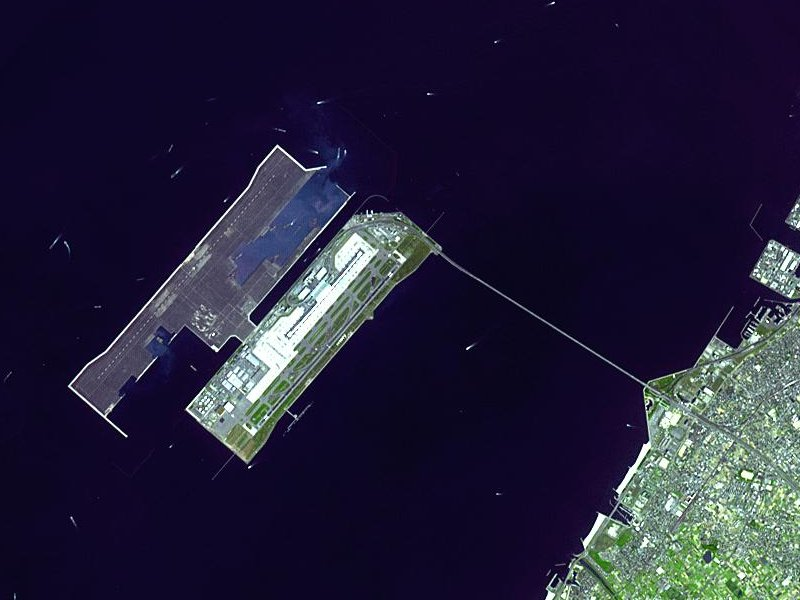
간사이 국제공항의 위성 사진
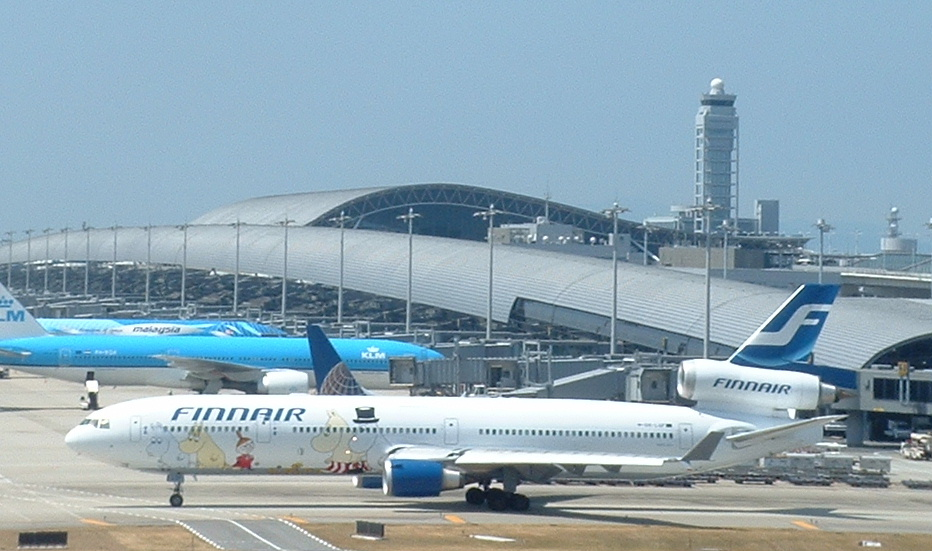
무민도장을 한 핀에어의 맥도넬더글라스 MD-11
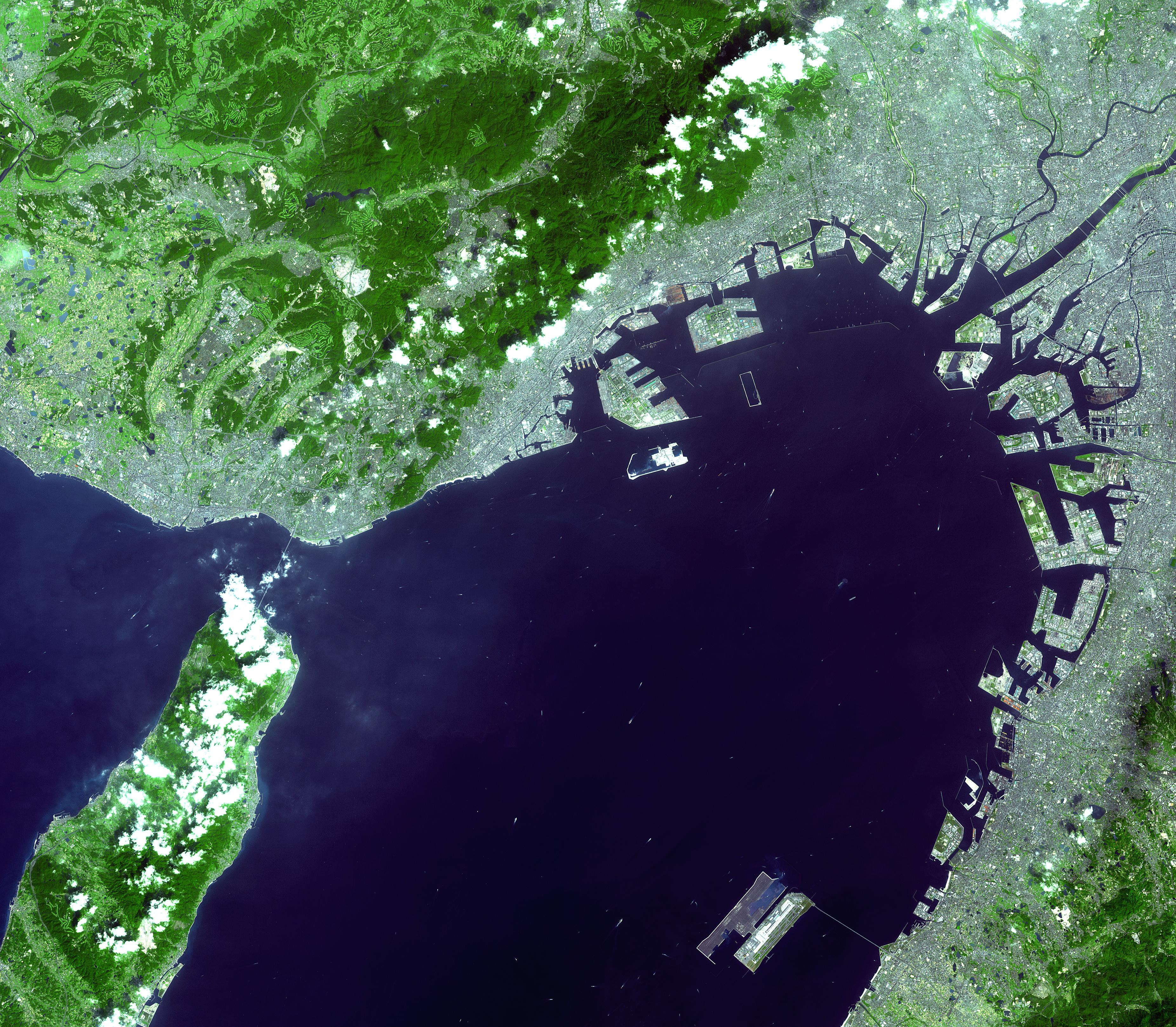
오사카 만의 위성 사진. 아래쪽에 간사이 국제공항이 있고 가운데 고베 공항이 보인다.
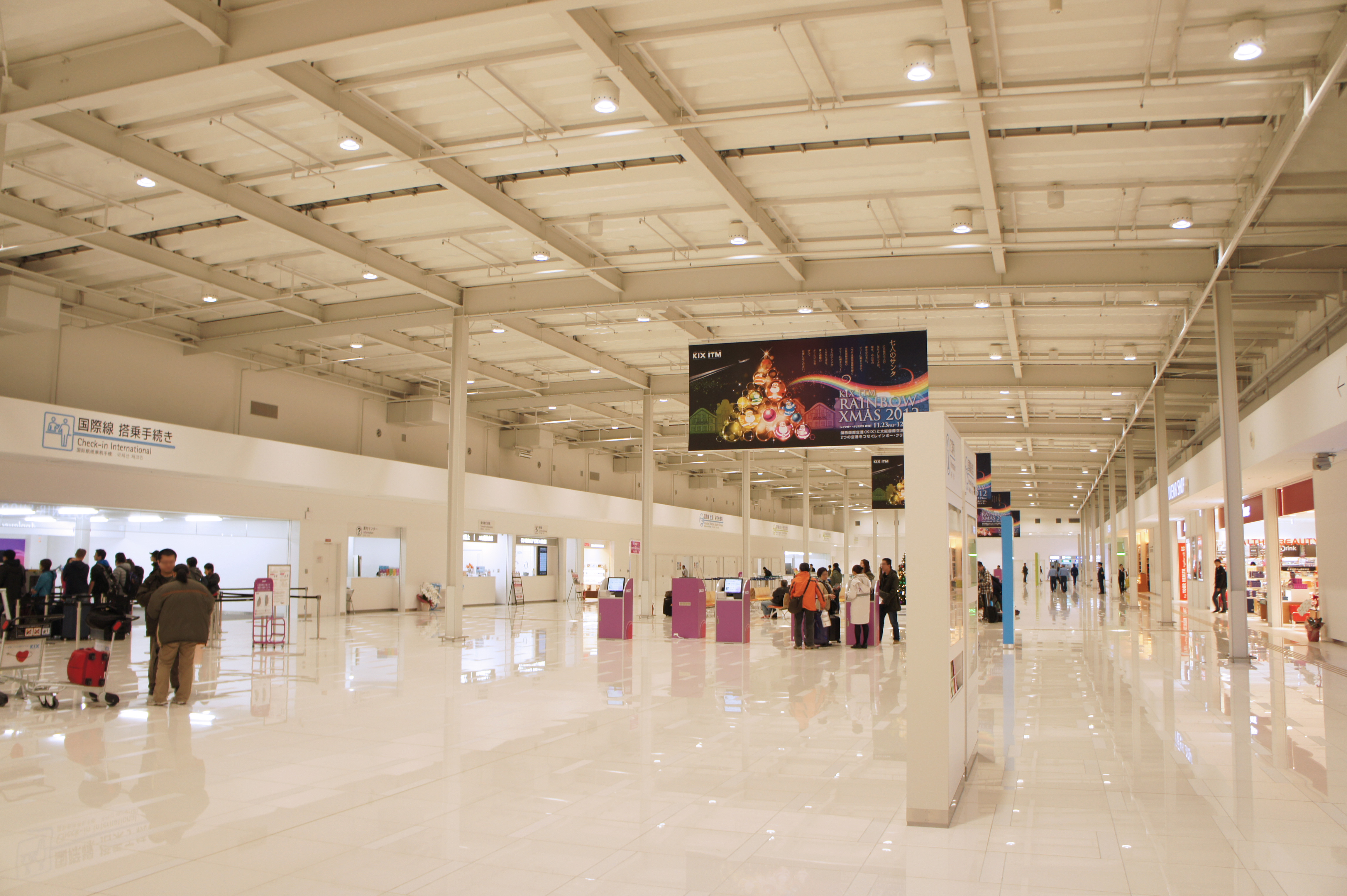
제2 터미널 로비
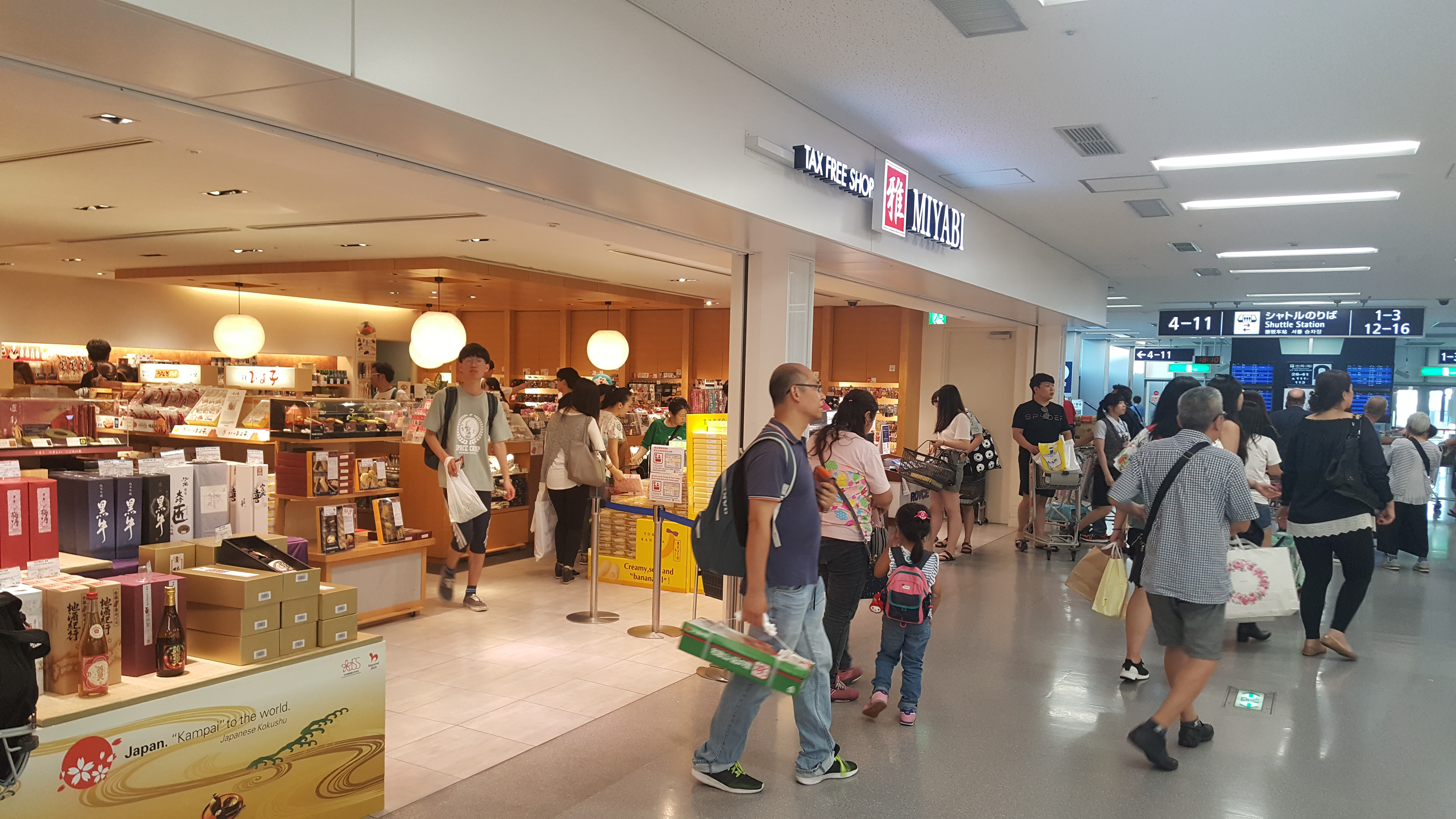
미야비 면세점